# Маразли, Григорий Григорьевич
Григорий Григорьевич Маразли́ (греч. Γρηγόριος Μαρασλής; 25 июля 1831 — 1 мая 1907) — одесский общественный деятель и филантроп, городской голова в 1878—1895 годах. Первый владелец особняка на Пушкинской улице.

## Биография
Родился в греческой семье в Одессе 25 июля 1831 г. от брака одесского купца и домовладельца Григория Ивановича Маразли (ум. 1853, Одесса) и купеческой дочери Зои Федоровны Феодориди (1793—1869, Париж).
Первоначальное образование Григорий Григорьевич Маразли получил в частном одесском пансионе, потом — в Ришельевском лицее (на юридическом отделении). По окончании лицея в 1850 г. он был определён чиновником в штат канцелярии кавказского наместника М. С. Воронцова в чине губернского секретаря, где и прослужил несколько лет. В 1851 г. назначен чиновником по штату канцелярии в IX классе без жалованья, в 1852 г. получил чин коллежского секретаря, в 1853 г.- чиновник VIII класса без жалованья, затем — титулярный советник, в 1856 г. — коллежский асессор, в 1858 г. согласно прошению уволен в чине надворного советника. С 1858 по 1863 гг. был в отставке с награждением чином. В 1863 г. приказом по канцелярии Кавказского наместника определён в эту канцелярию чиновником для особых поручений VI класса сверх штата с причислением к Собственной Его Императорского Величества канцелярии, с 1864 г. — коллежский советник, в 1866 году уволен по домашним обстоятельствам, в том же году приказом по Министерству внутренних дел определён в министерство с откомандированием в распоряжение новороссийского и бессарабского генерал-губернатора, в 1868 году статский советник, в 1869 г. избран в почетные мировые судьи Ясского судебного округа.
После службы в канцелярии наместника Кавказского он некоторое время проживал в Париже Г. Г. Маразли возвратился в Одессу и всецело посвятил себя городской общественной деятельности: сначала он был гласным думы, с 1873 года — членом городской управы. В отсутствие городского головы в 1871—1872, 1873 и 1875 гг. исправлял его должность, в 1878 году он был избран городским головой и прослужил городу в этой должности до 1895 года.
С 1879 году Маразли состоял в звании камергера. С 1874 года — действительный статский советник, с 1883 года — тайный советник.
За время его управления городом произошли следующие события: открытие первой линии конки в Одессе (1881), закладка и сооружение здания городского театра и Павловского здания дешевых квартир (на средства, пожертвованные П. З. Ямчитским), открыты школа садоводства на его собственной даче (где на его средства было построено два двухэтажных здания с домовой церковью в одном из них и одно одноэтажное), новый ночлежный приют и две столовые (для строительства которых Маразли внес 30 тыс. рублей), открыт памятник А. С. Пушкину и памятник-колонна императору Александру ІІ, сооружен комплекс лечебного заведения на Куяльницком лимане (где на средства Маразли был построен барак для бедных больных), здание приюта отбывшим наказание, открыт приют для подкидышей, психиатрическое отделение городской больницы, линия парового трамвая на Хаджибейский лиман. На его средства было построено: здание первой в России бактериологической станции, городская народная аудитория, городская бесплатная народная читальня с народным училищем, несколько богаделен, дешёвых столовых, приютов, народных училищ в городе и предместье. Им было приобретено одно из самых красивых зданий в Одессе на Софиевской улице и подарено городу для размещения музея изящных искусств (сейчас здесь Одесский художественный музей). По его инициативе было положено начало Александровскому парку во время посещения Одессы императором Александром ІІ. В воздаяние заслуг Г. Г. Маразли ещё при жизни его именем была названа одна из улиц, примыкающих к этому парку. В память покойных родителей им был построен храм при второй женской гимназии в честь святителя Григория Богослова и святой мученицы Зои (1896).
Григорий Маразли построил за свой счет, на то время, первым роддомом, в 1892 году. Там обучали повитух, проводились роды, ухаживали за новорожденным и новоиспеченной матерью.
В январе 1895 г. по болезни отставил должность городского головы Одессы, продолжая до конца своих дней активно заниматься благотворительностью и состоя гласным (депутатом) городской думы.
Скончался в Одессе 1 мая 1907 г., похоронен в Греческой Свято-Троицкой церкви. Не имея прямых наследников, Маразли исходатайствовал разрешение передать свои значительные капиталы и фамилию двоюродному племяннику — барону Георгию Владимировичу Фредериксу (1890—1927).

## Награды
- Орден Святой Анны 3-й степени (1858)
- Орден Святой Анны 2-й степени (1871)
- Орден Святого Станислава 1-й степени (1879)
- Орден Святой Анны 1-й степени (1882)
- Орден Святого Владимира 2-й степени (1888)
- Орден Белого орла (1891)
- Орден Святого Александра Невского (1903)

Иностранные:
- греческий Орден Спасителя, офицерский крест (1871)
- персидский Орден Льва и Солнца 2-й степени (1872)
- турецкий Орден Меджидие 3-й степени (1874)
- черногорский Орден Князя Даниила I 2-й степени (1880)
- греческий Орден Спасителя, большой командорский крест со звездою (1889)
- итальянский Орден Короны, большой крест (1891)
- сиамский Орден Короны Таиланда (1892)
- вюртембергский Орден Фридриха, большой крест (1892)
- французский Орден Почётного легиона, большой офицерский крест (1892)
- турецкий Орден Меджидие 1-й степени (1899)
- греческий Орден Спасителя, большой крест (1900)
- румынский Орден Короны (1902)

## Память
За заслуги Г.Г. Маразли перед город 23 ноября 1895 года, ещё при его жизни, его имя получила улица, примыкающая к парку им. Шевченко.
21 декабря 1895 ему он стал Почётным гражданином Одессы. 
В независимой Украине в честь Г.Г. Маразли были открыты мемориальные доски появились на доме по улице Пушкинской 4, где жил Григорий Григорьевич, и на стенах Художественного музея, здание которого подарил городу Маразли.
В 2003 году в память о мэре-меценате в Одессе была учреждена Почетная награда имени Григория Маразли. Этим знаком чествуют граждан Украины и иностранцев за значительный вклад в развитие Одессы, активную гражданскую позицию и меценатскую деятельность Кавалеры трех степеней знака приравниваются к обладателям звания "Почётный гражданин Одессы".